# Stella Kon
Stella Kon (nascida Lim Cantar Po, em 1944) é uma dramaturga singapuriana. Ela é mais conhecida pela sua peça, Emily de Emerald Hill, que foi encenada internacionalmente.

## Biografia
Kon nasceu em Edimburgo, em 1944. Ela cresceu em uma mansão em Emerald Hill. A sua mãe, Kheng Lim (ou Rosie Seow), era uma actriz que inspirou a sua filha a ganhar amor pelo teatro. O seu pai, Lim Kok Ann,fez com que Kon se interessasse na ciência e na literatura. Kon também também tinha relação de parentesco com Lim Boon Keng e Tan Tock Seng, que eram a sua bisavó materna e trisavó paterna, respectivamente. Kon fez parte da Raffles Girls' School, e, em seguida, foi para a Universidade de Singapura, onde obteve uma licenciatura em filosofia.
Em 1967, depois de se casar, mudou-se para a Malásia por quinze anos. Durante quatro anos, ela viveu na Grã-Bretanha, enquanto seus filhos estavam na escola. Em 1987, ela voltou para Singapura.
Kon foi premiada com o Prémio de Mérito no Prémio de Literatura de Singapura. Em 2008, ela ganhou o Prémio de Escritores do Sueste da Área. Kon entrou para o Corredor da Fama de Singapura em 2014.

## Trabalho
Kon publicou pela primeira vez em 22 Malaysian Stories (1962), com o trabalho Mushroom Harvest. Kon ganhou a Competição Nacional de Dramaturgia de Singapura em três peças: The Bridge (1977), The Trial (1982) e para Emily of Emerald Hill (1983).
Emily of Emerald Hill é uma peça feminina, que estreou em 1984, e que foi dirigida pelo Chin San Sooi. O melodrama segue a vida de uma mulher peranakan que é casada e vai para uma família que ela não conhece com a idade de 14 anos, com um homem com o dobro da sua idade. A história foi primeiramente inspirada pela avó de Kon, mas também inclui histórias desenhadas a partir do resto da sua família. O Herald Sun escreveu que a escrita de Emily foi "colorida e bem escrita." O Honolulu Star-Bulletin escreveu que "a peça é rica em detalhes da vida quotidiana em uma família singapuriana chinesa." A peça foi apresentada na Commonwealth Arts Festival e no Edinburgh Fringe Festival em 1986. Também tem sido apresentada em Hong Kong, na Austrália, nos Estados Unidos e na Alemanha.
A peça de Kon, The Human Heart Fruit, foi encenada pela Action Theatre em 2002 e teve como uma participantes Nora Samosir. O primeiro musical de Kon, Exodus, foi escrito com o compositor Kenneth Lyen. O seu segundo musical, Lost in Transit, foi apresentado na The Arts House em 2005.